# José Manuel Rodríguez Uribes
José Manuel Rodríguez Uribes (Valencia, 9 ottobre 1968) è un giurista e politico spagnolo.
Il 13 gennaio 2020 viene nominato nuovo Ministro della Cultura e dello Sport del secondo Governo di Spagna presieduto da Pedro Sánchez, in sostituzione di José Guirao Cabrera.

## Biografia
Nato a Valencia il 9 ottobre 1968, la sua famiglia paterna e materna proviene da Valverde de Júcar. Laurea in giurisprudenza presso l'Università di Valencia (UV), nel 1998 ha conseguito il dottorato nella stessa disciplina presso l'Università Carlos III di Madrid (UC3M), con la tesi The Liberal and Democratic Discourses on Public Opinion (due modelli, Rousseau e Constant).
Nel settembre 2006 è stato nominato direttore generale del Supporto alle vittime del terrorismo, posizione che ha ricoperto fino al dicembre 2011.
È stato professore universitario sia alla UV che alla UC3M. Attualmente è in congedo.
Membro della Commissione esecutiva federale del Partito socialista operaio spagnolo (PSOE), costituita da Pedro Sánchez nel giugno 2017, come responsabile dell'area Laicità. 
Eletto deputato della XI legislatura del parlamento di Madrid, è stato nominato vicepresidente del gruppo parlamentare socialista. 
Nominato Ministro della Cultura e dello Sport del Secondo Governo di Pedro Sánchez, è entrato in carica insieme agli altri ministri il 13 gennaio 2020.

## Opere
- Formalismo ético y constitucionalismo, Valencia, Tirant lo Blanch, 2009
- Las víctimas del terrorismo en España. Madrid, Dykinson, 2013
- Gregorio Peces-Barba. Justicia y Derecho (La Utopía Posible), Madrid, Thomson Reuters, 2015
- Elogio de la laicidad. Hacia el Estado laico: la modernidad pendiente, Madrid, Dykinson, 2017